# Hărănglab
Hărănglab (węg. Harangláb) – wieś w Rumunii, w okręgu Marusza, w gminie Mica. W 2011 roku liczyła 857 mieszkańców.